# Amarok (mitologia)
Un Amarok, o Amaroq, è un lupo gigantesco nella mitologia inuit, che si dice insegua e divori chiunque sia abbastanza sciocco da cacciare da solo di notte. A differenza dei lupi normali, che cacciano in branco, gli amarok cacciano da soli. Il mito dell'Amarok ha molto probabilmente origine dalle storie che gli antichi Inuit raccontavano sugli Aenocyon dirus (una specie di canidi estinta).
Scrivendo nel XIX secolo, il geologo danese e studioso groenlandese Hinrich Johannes Rink riferì che gli inuit groenlandesi riservano la parola Amarok esclusivamente a questo lupo leggendario, mentre altri popoli artici la usano per riferirsi a qualsiasi tipo di lupo.

## Miti eschimesi
Nel suo libro Tales and Traditions of the Eskimo, Rink racconta diverse leggende popolari che hanno come protagonista l'Amarok.
In un racconto, un ragazzo perseguitato e fisicamente ritardato cercò di aumentare la propria forza. Quando invoca il signore della forza, apparve un Amarok che lo atterrò con la coda. Ciò fece cadere dal corpo del ragazzo diverse piccole ossa. L'Amarok disse al ragazzo che le ossa avevano impedito la sua crescita; gli ordinò di tornare ogni giorno per sviluppare la sua forza. Dopo diversi giorni di lotta con l'amarok, il ragazzo divenne abbastanza forte da sconfiggere tre grandi orsi, guadagnandosi così la stima del suo villaggio.
In un'altra storia, un uomo in lutto per la morte di un parente sentì delle segnalazioni secondo cui un Amarok si trovava nelle vicinanze. Lui e un parente andarono alla ricerca dell'Amarok. Trovarono invece i suoi cuccioli e l'uomo in lutto li uccise tutti. Il parente dell'uomo in lutto si spaventò. I due si ritirarono in una grotta. Guardando fuori, videro l'Amarok adulta tornare dai suoi cuccioli, con una renna in bocca. Quando l'Amarok non riuscì a trovare la sua prole, si precipitò verso un lago vicino e trascinò fuori dall'acqua una forma umanoide; in quel momento, l'uomo in lutto crollò. L'Amarok, "da cui nulla rimane nascosto", aveva preso l'anima dell'uomo in lutto dal suo corpo.
In alcuni racconti, una persona cattura o uccide un amarok.

## Etimologia
Nella cultura Inuit, la parola "amarok" significa "lupo" o "spirito del lupo". Incorpora il lupo e l'essenza spirituale del lupo nell'animismo Inuit. Amarok prende di mira i cacciatori umani o i branchi di lupi che sono soli o abbastanza incuranti da uscire di notte.